# (15675) Goloseevo
(15675) Goloseevo est un astéroïde de la ceinture principale.

## Description
(15675) Goloseevo est un astéroïde de la ceinture principale. Il fut découvert le 27 septembre 1978 à Nauchnyj par Lioudmila Tchernykh. Il présente une orbite caractérisée par un demi-grand axe de 2,77 UA, une excentricité de 0,11 et une inclinaison de 4,0° par rapport à l'écliptique.

## Compléments